# Нил Гилевич
Нил Симонович Гилевич (на беларуски: Ніл Сымонавіч Гілевіч) е беларуски писател, драматург, преводач. литературовед.
Роден е на 30 септември 1931 г. в с. Слобова, Логойски район, Минска област, Беларус, починал на 29 март 2016 в Минск.
Завършва Беларуския държавен университет (1956). Кандидат е на филологическите науки (1963) и професор (1978).
Работил е като преподавател в Беларуския държавен университет (1960 – 1980), бил е първи секретар на Съюза на писателите на БССР (1980 – 1989), първи секретар на писателите на СССР (1981 – 1991), редактор на алманаха за чуждестранна литература „Далягляды“ (1975 – 1981), председател на Дружеството за беларуски език (1989 – 1997).
В лирическите му произведения преобладават темите за съдбата на беларуския народ, неговия език и култура, историческата връзка между поколенията, изпитанията на военните години.
Автор е на литературоведски и фолклористки произведения, сборници с литературно-критични и публицистични статии, хумористични книги, произведения за деца, сборници с пиеси, автобиографична повест и есета. Съставител и научен редактор е на сборници с фолклор. Превел е на беларуски език произведения от над 400 славянски поети и писатели – български, словенски, сръбски, украински, полски, руски, лужишки и др.) Произведенията му са превеждани на много езици.
Депутат е във Върховния съвет на БССР (1985 – 1990), Беларус (1990 – 1995), председател на Комисията по образованието, културата и опазването на историческото наследство (1990 – 1995).

## Награди
Държавна премия на БССР „Янка Купала“ (1980), орден „Трудово червено знаме“ (1984), орден „Югославска звезда“ на лента (1986), медал „Франциск Скарина“ (1990), орден „Княз Ярослав Мудрий“ (Украйна, 2006), международна награда „Иван Франк“ (Украйна, 2007), Дружба на народите (1981).
Заслужил деятел на науката (1980), народен поет на Беларус (1991).

## Нил Гилевич и България
Превеждал е произведения на Христо Ботев, Иван Вазов, Пейо Яворов, Гео Милев, Никола Вапцаров, Петко Славейков, Анастас Стоянов, Веса Паспалеева, Георги Джагаров, Лъчезар Станчев, Ран Босилек, Васил Стоянов, Найден Вълчев, Димитър Пантелеев и много други.
Негови произведния са превеждани от Анастас Стоянов, Андрей Германов, Иван Давидков, Стефан Поптонев, Зоя Василева.
В негов превод е и маршът „Върви народе възродени“..
Носител е на Международна Ботевска награда за революционна поезия и публицистика (1986), орден „Кирил и Методий“ 1-ва степен (1966). Почетен гражданин е на гр. Враца.